# Bosque nacional de Modoc

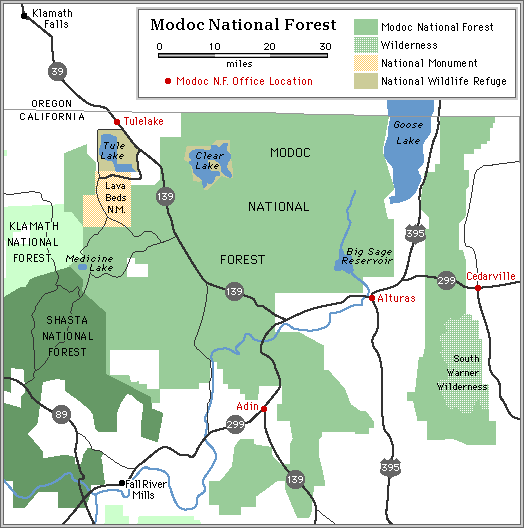
Mapa del bosque nacional de Modoc.

El bosque nacional de Modoc (Modoc National Forest) es un bosque nacional de los Estados Unidos, que está en el noreste del estado de California. Es de tierra volcánica.
El parte al mero este del bosque, separado de lo resto por Goose Lake (laguna de Ganso) cubre los Warner Mountains (Sierra de Warner), que es una espuela de la gran cordillera de las Cascadas. Al otro lado de las montañas Warner está el Surpise Valley (Valle de la Sorpresa) cerca de la frontera con Nevada.
El otro parte consiste de tres distritos: el Devil's Garden (Jardín del Diablo), el Doublehead (Dos Cabezas), y el Big Valley (Valle Grande). Allá hay monte de Juniperus occidentalis. También hay bastante pino (Pinus ponderosa) y abeto (Abies concolor). Las matas del área incluyen "bitterbrush" (chaparro amargo - Purshia tridentata) y "sagebrush" (chamiza - Artemisia tridentata). 